# Csepel-Csillagtelep
Pour les articles homonymes, voir Csepel.
Csillagtelep est un quartier situé dans le 21e arrondissement de Budapest. 